# Rhinosporidium seeberi
A Rhinosporidium seeberi egy eukarióta kórokozó, amely a rhinosporidiózis kialakulásáért felelős. Ez a betegség főleg emberek, lovak és kutyák szervezetében alakul ki, de megjelenik a háziállatok, macskák, rókák és madarak esetén is. A fő elterjedési területe India és Srí Lanka, illetve általában a trópusokon jellemző.
A betegséget magát 1892.-ben írták le, a kórokozót 1900-ban Seeber határozta meg.
A patogén Rhinosporidium seeberi és az általa okozott kór több jellemzője is rejtélyes, problematikus. Ide tartozik a természetes megjelenése, az életciklusának egyes aspektusai, az immunológiája, a lefolyása az emberben és egyes állatokban, az in vitro késése, a betegség megjelenése a kísérleti állatokban, ezért kevés az információ a gyógyszerekkel szembeni ellenállásáról. Thankamani elkülönített egy UMH.48 nevű szervezetet, amit R. seeberinek vélt. Ezt eredetileg szövetmintákból (váladék, biopszia) izolálta. A minták egyes fejlődési szakaszai egyezést mutattak a rhinosporidiózisos betegek szövetmintáival. Az UMH.48 spórái egy évtizedes hűtőben tárolás után is életképesnek bizonyultak, hasonlóan a Synchytrium endobioticum gombához, ami a burgonya fekete pattanásos betegségét okozza. Ugyanakkor aprólékos elemzések tisztázták a szervezet eredetét.

Az ismeretek megvitatását és a betegséggel kapcsolatos kérdéseket Arseculeratne és Atapatti tette közzé.

## Eredet
A 20. század legnagyobb részében a Rhinosporidium seeberi hovatartozása bizonytalan volt (leginkább a gombák vagy a protiszták közé sorolták), amíg ki nem derült, hogy az Ichthyosporea (más néven Mesomycetozoea) csoportba (közkeletű nevén a DRIP kládba) kládba tartozik, más, főleg a halakat fertőző kórokozók közé. Ezek nem gombák és nem is állatok, de nagyjából akkor váltak külön az előbbi kettőtől, amikor azok egymástól.
A Rhinosporidium seeberit általában a nemének egyetlen fajaként írják le, azonban újabb kutatások szerint a különböző hordozók eltérő fajoktól fertőződnek.

## Járványtani szerepe
Mintegy 70 országból jelentettek rinosporodiózisos fertőzéseket, azonban a túlnyomó többséget (95%) az indiai és Srí Lanka-i esetek teszik ki. A legfertőzöttebb területnek Srí Lanka számít lakosságarányosan. Természetesen a világ más országaiban is találkozhatunk a betegséggel.

Egy 1957-ben végzett felmérés szerint a fertőzés nincs jelen Dzsammu és Kasmír, Himácsal Prades, Pandzsáb és Harijána államokban, valamint India északkeleti részén. Tamilnáduban négy belső területet sikerült meghatározni: Maduráj, Ramnad, Rajapalayam és Sivaganga. Ezek a területek megegyeznek abban, hogy tisztálkodásra közös tavakat és medencéket használnak.

## Fertőzés
Demellow megállapította, hogy a közös fürdőkben az orr nyálkahártyája érintkezik a hordozóval. Karunarathnae szerint az izomban és a bőrszövetben az elváltozás inokuláció révén jön létre.
A halparazitákkal való rokonsága alapján a Rhinosporidium vízi parazitákból evolválódott, hogy madarakat és emlősöket is képes legyen fertőzni. Az azonban ismeretlen, hogy ez egyszer vagy többször is megtortént-e.

## Természetes élőhely
Karunarathnae úgy véli, hogy a Rhinosporidium kétféle formában létezik: szaprotróf állapotot vesz fel vízben és üledékben, valamint élesztőgombaként az élő szövetben. Újabb kutatások során in situ fluoreszcens hibridizációval kimutatták, hogy a természetes alakjában víztározó medencékben és az ilyen vízzel szennyezett talajban fordul elő.

## Patológia
Egy jelentés szerint a rhinosporidiózisos betegben egy anti-R. seeberi IgG antigén fejeződik ki az érett fázisban. Ez alapján az immunválasz feltérképezése fontos vakcinák kifejlesztésének kulcsa lehet.
Humoros és sejt-vezérelt immunreakció lett a kísérleti egerekben és emberekben meghatározva; az R. seeberi számos elkerülő technikáját is azonosították.
Egy beadásra készülő írás szerint az endospórák életképességének MTT-redukcióval való meghatározása közben azok biocidekre és antimikrobiális szerekre való érzékenységét is felfedte.

## Klinikai jelenségek

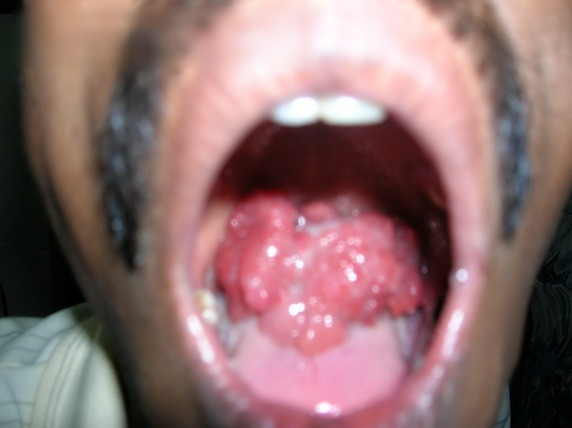
Nagy rhinosporidiázisos duzzanat egy beteg garatjában

A fertőzés során az orrüreg nyálkahártyáján keletkezik egy daganatszerű elváltozás. A daganat polipszerűnek látszik, szemcsés felszínén fehér spóraszemcsékkel. Maga a daganat az eperfa termésére emlékeztető alakot ölt. A duzzanat ezután szétterjed az orröregből a garatra és a szájüregre, mely során orrvérzés jelentkezhet.
Gyakran a könnymirigyeket és ritkán a bőrt vagy a genitáliákat is érinti a fertőzés.
A fertőzöttség megoszlása:
1. Orr – 78%
2. Garat – 68%
3. Mandula – 3%
4. Szem – 1%
5. Bőr – nagyon ritka

## Kezelés
A fertőzés kezelése legáltalánosabban a duzzanat eltávolításával történik.
Javasolt antiszeptikumok a povidon-jodid és gombaölő szerek, mint az amfotericin-B, dapszon vagy az ezüst-nitrát.

## Fordítás
- Ez a szócikk részben vagy egészben  a   Rhinosporidium seeberi című angol Wikipédia-szócikk fordításán alapul.  Az eredeti cikk szerkesztőit annak laptörténete sorolja fel. Ez a jelzés csupán a megfogalmazás eredetét és a szerzői jogokat jelzi, nem szolgál a cikkben szereplő információk forrásmegjelöléseként.